# 1713년
1713년은 일요일로 시작하는 평년이다.

## 연호
- 청(淸) 강희(康熙) 52년
- 일본(日本) 쇼토쿠(正徳) 3년
- 후 레 왕조(後黎朝) 빈틴(永盛) 9년

## 기년
- 류큐(琉球) 쇼케이왕(尚敬王) 원년
- 청(淸) 성조 강희제(聖祖 康熙帝) 52년
- 조선(朝鮮) 숙종(肅宗) 39년
- 후 레 왕조(後黎朝) 유종(裕宗) 9년

## 사건
- 6월 23일 - 아카디아의 프랑스인 거주민들이 양국으로부터 영국에 충성을 맹세하거나 캐나다 노바스코샤주에서 떠나라는 요구를 받다.

## 탄생
- 3월 15일 - 프랑스의 천문학자 니콜라 루이 드 라카유. (~1762년)
- 7월 13일 - 조선의 화가 강세황. (~1791년)
- 9월 20일 - 일본 에도 시대의 다이묘 마쓰다이라 아키노리. (~1749년)
- 9월 23일 - 스페인의 국왕 페르난도 6세. (~1759년)
- 10월 5일 - 프랑스 계몽주의 철학자 드니 디드로. (~1784년)

### 미상
- 조선의 문신 강필리. (~1767년)
- 조선의 대신 홍봉한. (~1778년)
- 영국의 소설가 로렌스 스턴. (~1768년)
- 영국 성공회의 캔터베리 대주교 프레더릭 콘월리스. (~1783년)